# Dekanat Giżycko – św. Krzysztofa
Dekanat Giżycko – św. Krzysztofa – jeden z 22 dekanatów w rzymskokatolickiej diecezji ełckiej.

## Parafie
W skład dekanatu wchodzi 8 parafii:
- parafia św. Jadwigi Królowej – Bystry
- parafia św. Anny – Giżycko
- parafia św. Brunona Biskupa i Męczennika - Giżycko
- parafia św. Kazimierza Królewicza – Giżycko
- parafia Wniebowzięcia Najświętszej Maryi Panny – Kruklanki
- parafia św. Kazimierza Królewicza – Orłowo
- parafia św. Andrzeja Boboli – Rydzewo
- parafia Chrystusa Zbawiciela – Wydminy

Do 30 września 2020 w skład dekanatu wchodziła także parafia Matki Bożej Królowej Polski w Miłkach, która weszła w skład nowo utworzonego Dekanatu św. Jana Pawła II w Orzyszu oraz parafia Matki Bożej Gietrzwałdzkiej w Zelkach, która weszła w skład Dekanatu św. Rodziny w Ełku.
W lipcu 2024 do dekanatu została włączona Parafia św. Brunona Biskupa i Męczennika w Giżycku z dekanatu św. Szczepana Męczennika.

## Sąsiednie dekanaty
Orzysz, Ełk – Świętej Rodziny, Giżycko – św. Szczepana Męczennika, Gołdap, Olecko – Niepokalanego Poczęcia NMP, Olecko – św. Jana Apostoła, Węgorzewo.